# Светско првенство у рагбију 2007.
Светско првенство у рагбију 2007. (службени назив: 2007 Rugby World Cup) је било шесто светско првенство у рагбију 15 које се одржало у Француској.
Првенство се одржало од 7. септембра 2007. до 20. октобра 2007. 42 утакмице одигране су у Француској, а 6 у Велсу и у Шкотској. 8 репрезентација које су учествовале у четвртфиналу светског првенства 2003., обезбедиле су директан пласман на ово светско првенство, док су осталих 12 репрезентација обезбедиле учешће кроз квалификације.
Репрезентација Португала је била дебитант на овом светском првенству. Најпријатније изненађење шестог светског првенства, била је селекција Аргентине, која је освојила бронзану медаљу и два пута победила домаћине Французе. Највише су разочарали Ирци и Велшани, који нису прошли ни групну фазу такмичења. Француска репрезентација је шокирала Нови Зеланд у четврт-финалу, а у великом финалу Јужноафричка Република је савладала тада још увек актуелног шампиона света Енглеску.
Светско првенство у рагбију 2007., обележиле су неке контроверзне судијске одлуке. Французи су Новозеланђанима дали есеј, захваљујући очигледном пасу унапред, што је противно правилама рагбија, јер се у овом колизионом, екипном спорту, лопта сме додавати само уназад, а у финалу је Енглезу Марку Квејту можда и неправедно поништен есеј против "Спрингбокса".

## Избор домаћина
Француска и Енглеска понудиле су се да организују шесто светско првенство. Априла 2003., светска рагби федерација одлучила је да Француска буде домаћин овог најважнијег рагби такмичења. Француски рагби савез је одлучио да се мечеви играју у неколико градова широм Француске: Бордо, Ленс, Марсеј, Монпеље, Нант, Сент Етјен, Тулуз и Париз. Ипак неки мечеви играли су се и у Шкотској на Марејфилду и у Велсу, на стадиону Миленијум.

## Квалификације
8 репрезентација је обезбедило учешће, захваљујући пласману у четвртфинале на претходном светском првенству, одржаном у Аустралији 2003. Осталих 12 репрезентација су избориле своје учешће кроз квалификације. Једини дебитант била је репрезентација Португала која је у баражу елиминисала Уругвај. У квалификацијама је учешће узела и српска репрезентација, али није се пласирала на ово светско првенство. Намибија се квалификовала захваљујући победи над Мароком, а Тонга захваљујући победи над Јужном Корејом.
| Регион                              | Квалификације |
| ----------------------------------- | ------------- |
| Европа                              | 9             |
| Јужна Америка                       | 1             |
| Северна, Централна Америка и Кариби | 2             |
| Азија                               | 1             |
| Африка                              | 2             |
| Океанија                            | 5             |

### Репрезентације које су се квалификовале
На светском првенству у рагбију 2007. је укупно учествовало 20 репрезентација, а то су:
| Африка - Јужноафричка Република - Намибија Северна Америка, Средња Америка и Кариби - Канада - САД Јужна Америка - Аргентина | Азија - Јапан Европа - Енглеска - Француска - Ирска - Велс - Шкотска - Италија - Грузија - Румунија - Португал | Океанија - Аустралија - Нови Зеланд - Фиџи - Самоа - Тонга |

## Стадиони
Утакмице светског првенства у рагбију 2007., играле су се на 12 стадиона широм Француске, Шкотске и Велса:
- Стадион Марифилд - 67.144
- Стадион Миленијум - 74.500
- Стад де Франс - 80.000
- Стадион Велодром - 59.500
- Парк принчева - 47.870
- Стадион Ленс - 41.400
- Жерлан - 41.400
- Стадион Нант - 38.100
- Стадион Мунисипал - 35.700
- Стадион Сент Етјен - 35.650
- Стад Чабан-Делмас - 34.440
- Стадион Монпеље - 33.900

## Групе
Група А
- Јужноафричка Република
- Енглеска
- Тонга
- Самоа
- Сједињене Америчке Државе

Група Б
- Аустралија
- Фиџи
- Велс
- Јапан
- Канада

Група Ц
- Нови Зеланд
- Шкотска
- Италија
- Румунија
- Португал

Група Д
- Аргентина
- Француска
- Ирска
- Грузија
- Намибија

## Такмичење по групама
20 најбољих рагби репрезентација света, биле су подељене у 4 групе. Две најбоље пласиране репрезентације су ишле у четврфинале, а трећепласиране су обезбедиле директан пласман на следеће светско првенство у рагбију, које се 2011., одржало на Новом Зеланду. По 4 бода добијало се за победу, 2 бода за нерешено, 0 бодова за пораз, 1 бонус бод за 4 или више постигнутих есеја на једној утакмици и 1 бонус бод за пораз мањи од 8 поена разлике.
У групи А, Јужноафричка Република је разбила шампионе света Енглезе са 36-0. Јачи отпор "Спринбоксима" пружила је Тонга. У групи Б, Фиџи је изненадио Велс, па су "Змајеви" паковали кофере већ после групне фазе, док је Аустралија имала максималан учинак. У групи Ц, Нови Зеланд је демолирао све противнике и после четири утакмице имао поен разлику 309:35. У групи Д, Аргентина је шокирала домаћина Француску и са максималним учинком освојила прво место у групи, док је Ирска испала, пошто није могла више од трећег места.
Група А
Енглеска - САД 28:10
ЈАР - Самоа 59:7
САД - Тонга 15:25
Енглеска - ЈАР 0:36
Самоа - Тонга 15:19
ЈАР - Тонга 30:25
Енглеска - Самоа 44:22
Самоа - САД 25:21
Енглеска - Тонга 36:20
ЈАР - САД 64:15
Група Б
Аустралија - Јапан 91:3
Велс - Канада 42:17
Јапан - Фиџи 31:35
Велс - Аустралија 20:32
Фиџи - Канада 29:16
Велс - Јапан 72:18
Аустралија - Фиџи 55:12
Канада - Јапан 12:12
Аустралија - Канада 37:6
Велс - Фиџи 34:38
Група Ц
Нови Зеланд - Италија 76:14
Шкотска - Португал 56:10
Италија - Румунија 24:18
Нови Зеланд - Португал 108:13
Шкотска - Румунија 42:0
Италија - Португал 31:5
Шкотска - Нови Зеланд 0:40
Румунија - Португал 14:10
Нови Зеланд - Румунија 85:8
Шкотска - Италија 18:16
Група Д
Француска - Аргентина 12:17
Ирска - Намибија 32:17
Аргентина - Намибија 33:3
Аргентина - Грузија 14:10
Ирска - Грузија 87:10
Француска - Намибија 25:3
Француска - Ирска 63:3
Грузија - Намибија 30:0
Француска - Грузија 64:7
Ирска - Аргентина 15:30

## Елиминациона фаза
У три утакмице четврт-финала виђен је окршај Европе и јужне хемисфере. Стари континент је био успешнији са 2:1. Енглеска је избацила Аустралију, Француска је елиминисала Нови Зеланд, а Аргентина је победила Шкотску. Јужноафричка република је савладала Фиџи. У полуфиналу Енглеска је као и на претходном светском првенству 2003., победила Француску. Јужноафричка Република била је прејака за борбене Аргентинце. У мечу за треће место "Пуме" су савладале "галске петлове", а у великом финалу "Спрингбокси" су победивши Енглезе, освојили другу титулу првака света.
Четрвртфинале
Аустралија - Енглеска 10:12
Нови Зеланд - Француска 18:20
ЈАР - Фиџи 37:20
Аргентина - Шкотска 19:13
Полуфинале
Енглеска -Француска 14:9
ЈАР - Аргентина 37:13
Меч за бронзану медаљу
Аргентина - Француска 34:10
Финале
Енглеска - ЈАР 6:15
| Енглеска | 6 – 15 | Јужноафричка Република |
| -------- | ------ | ---------------------- |
|          |        |                        |

| Шампион Света у рагбију 2007.    |
| -------------------------------- |
| Јужноафричка Република 2. титула |

## Награде и статистика
Најбољи поентер
Перси Монтгомери - 102 поена
Највише постигнутих есеја
Брајан Хабана - 8 есеја
Највише погођених пенала
Фелипе Контепоми - 18 пенала
Репрезентација која је постигла највише есеја
Нови Зеланд - 48 есеја
Репрезентација која је постигла највише дроп голова
Енглеска - 5 дроп голова
Репрезентација са највише погођених казни (пенала)
ЈАР - 21 казна